# Vimeo
Vimeo je webový projekt určený pro sdílení audiovizuální tvorby. Nacházejí se zde převážně díla autorská a umělecká. Vimeo je primárně určen filmovým nadšencům a experimentátorům, kteří se mohou zaregistrovat (basic registrace je zdarma; registrace plus je placená a obsahuje některé výhody) a sdílet názory a postřehy s ostatními. Charakter Vimea je zcela odlišný od charakteru YouTube, Vimeo je zaměřeno na uměleckou komunitu, kdežto YouTube směřuje k zájmům masové společnosti.

## Historie a současnost
Vimeo bylo založeno v listopadu v roce 2004 filmovými nadšenci a kreativci Jakobem Lodwickem (v roce 2009 rezignoval na funkci) a Zachem Kleinem. Vlastníkem je společnost IAC/InterActiveCorp. Postupem času se komunita rozrůstala a v listopadu 2009 měla více než 2 200 000 uživatelů, zhruba 17 000 uploadovaných snímků denně a více než 700 000 HD videí. Návštěvnost se pohybuje kolem 20 miliónů unikátních návštěvníků měsíčně. Sídlo společnosti se nachází v New Yorku a Portlandu.

## Výhody
- Vysoká kvalita videí – vysoký bitrate a rozlišení
- Vimeo podporuje od října 2007 HD video (1280x720 px), stal se tak prvním video serverem podporujícím 720p
- Velká komunita kreativců a nadšenců = dobrý inspirační zdroj, prostor pro zlepšování se a seberealizaci
- Třídění videí do kanálů, skupin a kategorií
- Vimeo Projects slouží pro hledání spolupracovníků pro vytváření různých projektů